# Jõeküla (Koeru)
Jõeküla – wieś w Estonii, w prowincji Järva, w gminie Koeru.